# Stefanía Fernández
Stefanía Fernández Krupij (Mérida, Mérida állam, Venezuela, 1990. szeptember 4.) venezuelai modell, szépségkirálynő, a Miss Universe 2009 cím birtokosa. Miss Universe címe Guinness-rekord, mivel ő volt az első a verseny történetében, aki honfitársától, a szintén venezuelai Dayana Mendozától vehette át a koronát.
Fernández ősei ukránok és spanyolok voltak. Anyai nagyapja a Szovjetunióból emigrált Venezuelába. Apját 2005-ben elrabolták és 5 napig fogva tartották.

## Miss Venezuela 2008
Fernández 2008. szeptember 10-én nyerte el Miss Venezuela 2008 címet, a döntőt Caracasban tartották. A szokásoknak megfelelően az előző évi Miss Venezuela, ekkor már Miss Universe 2008, Dayana Mendoza koronázta meg. Több különdíjat is nyert, övé lett a Miss Elegance, a Best Body, és a Best Face díj is. Ő volt a verseny történetében a második Miss Trujillo, aki elnyerte a címet. Az első, aki Miss Trujilloként Miss Venezuela lett, később szintén elnyerte a Miss Universe címet is, 1986-ban.

## Miss Universe 2009

7 csillagos venezuelai zászló

2009. augusztus 23-án Dayana Mendoza ismét Fernández fejére tette a koronát a Bahama-szigeteken, ami ezúttal a Miss Universe cím elnyerését jelentette. A verseny akkor 58 éves történetében ez volt az első eset, hogy egymás után kétszer ugyanaz az ország győzött.
Nyereménye készpénz, 1 éves szerződés a Miss Universe Organizationnal (MUO), melynek keretében a világ több országába is ellátogatott. Az 1 év alatt New Yorkban élt egy luxusapartmanban, melyen az aktuális Miss USA-val és a Miss Teen USA-val osztozott. Ezen időszak alatt a ruhákat, kiegészítőket, kozmetikumokat és kezeléseket szponzorok biztosították számára. Szintén a díj része volt egy 2 éves képzés a New York-i Film Akadémián. Világkörüli útjának célja - összhangban a MUO céljaival - az Aids elleni oktatás fontosságának hangsúlyozása volt.
A verseny megnyerése után számos interjút adott, többek között a CNN en Español, a Fox News, EFE, az Associated Press, az Univision, a Reuters, az RTN, a Televisa, a Venevisión, a Caracol Televisión, a La Mega, a Telemetro, a MUN2, a Televen, az RCN TV, a Promar TV, a Globovisión, a Telemundo, a Telecentro, a Venevision Plus, a Gem FM, számára, és fellépett több showban is, mint a The Wendy Williams Show-ban, az NBC Today műsorában, a Fox & Friends-ben, a Don Francisco Presenta-ban, az El Gordo y la Flaca-ban, és másokban. Venezuelába való megérkezését közvetítette a venezuelai televízió.
Venezuela elnöke, Hugo Chávez gratulált a győzelméhez, és támogatásáról biztosította az AIDS elleni küzdelemben. Ugyanezt a támogatást ígérte meg kormánya nevében is. Októberben Indonéziába utazott, ahol részt vett a Miss Indonézia versenyen mint vendég. Novemberben ismét Indonéziában, Bali szigetén járt, ahol egy vitaminreklámot forgatott. New Yorkba visszatérve részt vett egy HIV-ről szóló sajtótájékoztatón, ahol Pan Gimunnal, az ENSZ főtitkárával együtt jelent meg. November 5-én műsorvezetője volt a Latin Grammy Awards díjátadónak Las Vegasban.
December 9-én Cannes-ba utazott a Five Star Diamond Award díjátadójára, valamint ellátogatott Curaçaóba és Hollandiába is. 2010 januárjában részt vett hazájában egy vallási körmeneten. Februárban Puerto Ricóban volt, ahol a Telemundo csatorna Levántate című tévéműsorát vezette, majd New Yorkban az Oprah Winfrey Show-ban lépett fel.
Ezenközben több más országba is elutazott, Moszkvába, São Pauloa, Mumbaiba, Nassauban és Prágába is, ahol a helyi szépségversenyek döntőin vett részt vendégként. Ezután Kolumbiába kapott meghívást, ahol a Kimberly-Clark márka hívta meg, majd Panamában volt a Sony háziasszonya, és részt vett a Puerto Rico Open teniszversenyen is.
Márciusban az Avon reklámarca lett.
Áprilisban háziasszonya volt a Latin Billboard Music Award díjátadónak, amit Puerto Ricóban rendeztek meg.
Májusban a dominikai köztársaságbeli divathéten vett részt, és röviddel ezután a People magazin spanyol nyelvű kiadásában A világ 50 legszebb embere listában szerepelt.
2010. augusztus 23-án Fernández továbbadta koronáját a mexikói Jimena Navarretenek. A versenyen hagyomány, hogy a végeredmény közzététele előtt az előző évi győztes újra megjelenik a színpadon és köszönetet mond az elmúlt egy évért. Fernández ezt a színpadi megjelenést arra használta fel, hogy egy olyan venezuelai zászlót lobogtasson, amin csupán 7 csillag látható. Ezt a zászlót 1930 és 2006 között használták hazájában, majd 2006-ban Chávez elnök új zászlót rendelt, amin 8 csillag látható. A 7 csillagos zászlót Chávez uralma elleni tiltakozásul szokták megjelentetni.